# Bucșani, Dâmbovița
Bucșani là một xã thuộc hạt Dâmbovița, România. Dân số thời điểm năm 2002 là 6879 người.